# Santa María (Nicarágua)
Santa María é um município da Nicarágua, situado no departamento de Nueva Segovia. Tem 158 km² de área e sua população em 2020 foi estimada em 4.983 habitantes.